# Anselmo Lorenzo

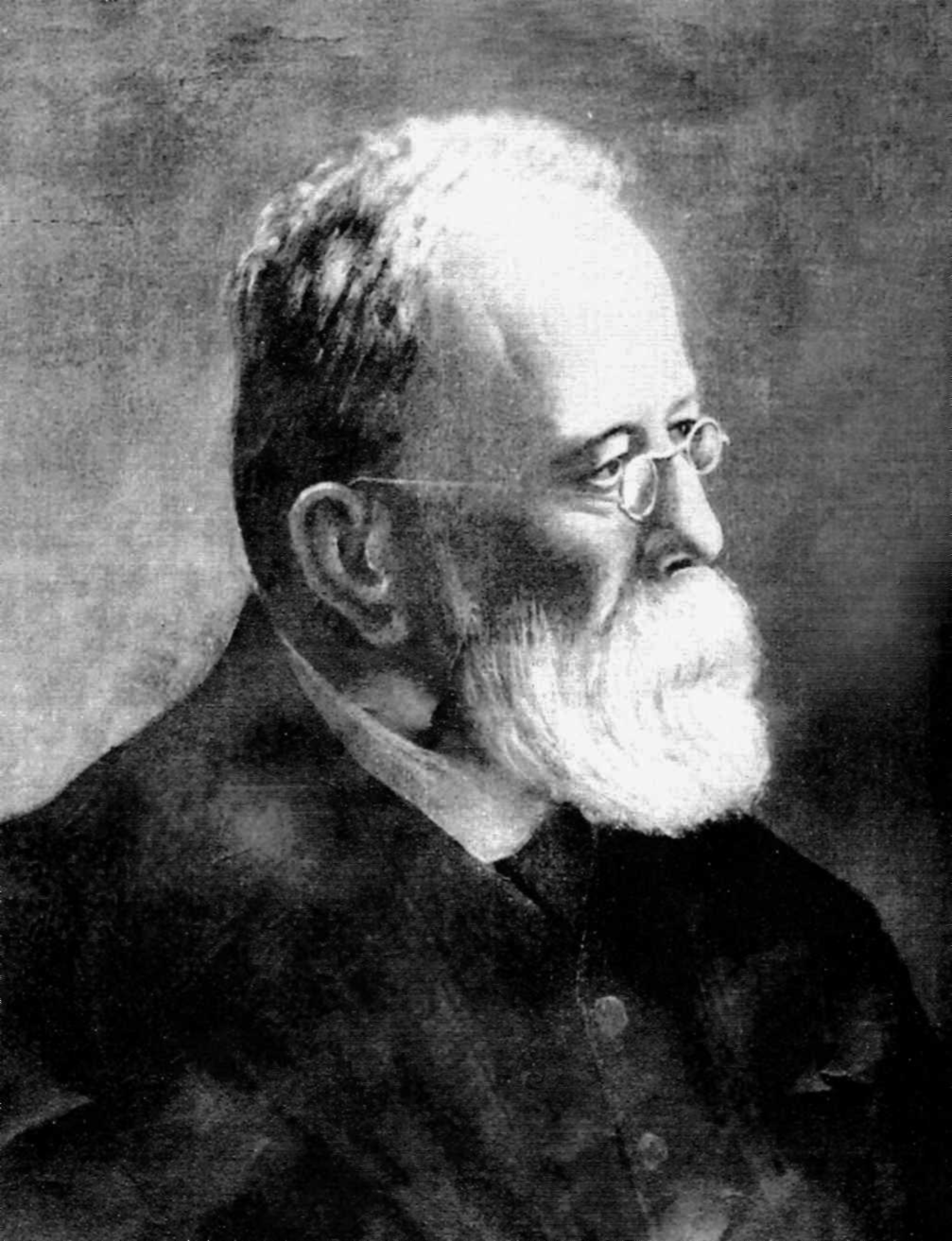
Anselmo Lorenzo

Anselmo Lorenzo Asperilla (* 21. April 1841 in Toledo; † 30. November 1914 in Barcelona) war ein spanischer Anarchist und Gewerkschafter.
Lorenzo wird auch als der „Großvater des Spanischen Anarchismus“ bezeichnet; Murray Bookchin meinte, Anselmo Lorenzos „Beitrag zur Verbreitung anarchistischer Ideen in Barcelona und in Andalusien war enorm.“  Mit Giuseppe Fanelli und anderen gründete er 1868 die ersten spanischen Sektionen der Internationalen Arbeiterassoziation und war 1910 Mitbegründer der Confederación Nacional del Trabajo (CNT) sowie, zusammen mit Francisco Ferrer, Herausgeber der anarcho-syndikalistischen Zeitung La Huelga General.
1914 wurde er auf dem Cementiri de Montjuïc bestattet.

## Werke
- El proletariado militante. 1901–1923.